# Brokencyde
Brokencyde (écrit parfois BrokeNCYDE) est un groupe américain de crunkcore, originaire d'Albuquerque, au Nouveau-Mexique. Le line-up du groupe se compose de David « Se7en » Gallegos et de Michael « Mikl » Shea, et sont musicalement l'un des groupes fondateurs du genre crunkcore.

## Historique
Brokencyde est formé des chanteurs Se7en et Mikl. Le nom du groupe s'inspire du fait que leur musique soit « brisée à l'intérieur » (broke inside) à cause de problèmes personnels. Alors que le groupe se fait connaître sur Internet, les membres Phat J et Antz se joignent à Brokencyde. Ils font paraître leur première mixtape, The Broken!, en juillet 2007, suivie d'une autre, Tha $c3ne Mixtape (2008). Brokencyde part en tournée avec des groupes comme Breathe Carolina, The Morning Of (en), Karate High School (en), et Drop Dead, Gorgeous. En juillet 2008, Brokencyde fait son apparition au Total Request Live sur MTV où ils jouent leur single FreaXXX lors du segment Under the Radar. Ils signent avec le label Suburban Noize Records plus tard durant l'été, et font paraître l'EP intitulé BC13 le 11 novembre 2008 lors d'une promotion chez Hot Topic.
En 2008, le groupe joue aux côtés des Millionaires durant la tournée Get F$cked Up, et apparaît deux fois au Fearless Music TV, jouant Sex Toyz et FreaXXX en décembre 2008. Le premier album studio, I'm Not a Fan, But the Kids Like It, débute à la 86e au Billboard 200 en juillet 2009. Brokencyde joue au Warped Tour de 2009, mais quitte par la suite la tournée pour jouer en Europe. Début 2010, le groupe met en ligne deux chansons gratuitement téléchargeables sur leur profil Myspace. En 2009, Brokencyde joue à la tournée The Original Gangstour avec Eyes Set to Kill, And Then There Were None, et Drop Dead, Gorgeous. Ils jouent ensuite à la tournée Saints and Sinners Tour 2009 avec Senses Fail, Hollywood Undead, et Haste the Day.
Le groupe fait paraître son troisième album Guilty Pleasure le 8 novembre 2011. Une version mise à jour est commercialisé le 26 mars 2012, intitulée Guilty Pleasurez ; le groupe en fait sa promotion lors de la tournée Guilty Pleasurez en Europe. En 2012, Brokencyde joue au Fight to Unite Tour notamment aux côtés de Blood on the Dance Floor, Deuce (ancien membre de Hollywood Undead), Polkadot Cadaver, William Control et The Bunny the Bear. Le 29 octobre 2012, Julian « Phat J » McClellan annonce son départ de Brokencyde pour poursuivre sa carrière en solo.

## Accueil
Brokencyde est généralement rejeté par la presse spécialisée. Le contributeur de Cracked.com Michael Swaim décrit le groupe comme « un duo Slipknot-Cher. » L'auteur britannique Warren Ellis considère le clip vidéo de FreaXXX de Brokencyde comme « une incarnation quasi parfaite de tout ce qui est à chier dans la culture musicale actuelle. » Le Warsaw Business Journal tente de décrire leur musique : Imaginez un tricératops en rut s'accoupler avec une turbine à vapeur, pendant que les Daft Punk et les Bee Gees se battent à mort avec des poêles et des spatules. Imaginez le son que ça pourrait produire. Essayez. BrokeNCYDE est un peu comme ça, sauf que vous voudriez vous couper les pouces et vous verser de l'acide dans les yeux.
New Musical Express (NME) rédige dans sa critique de I'm Not a Fan, But the Kids Like It! : « Si je voyais le Prince Harry et Gary Glitter habillés en nazi déféquer dans la boîte aux lettres de ma grand-mère, ça serait sûrement moins pire que d'écouter cet album. »

## Membres

### Membres actuels
- David « Se7en » Gallegos – chant scream, rap (depuis 2006)
- Michael « Mikl » Shea – chant clair (depuis 2006)

### Membres de tournée
- Paulo « Psuy? » Hidalgo - chœurs (depuis 2011)
- Ace Neroexistence - claviers, programmation (depuis 2011)
- Chad « Big Chaco » Chadillac - batterie (depuis 2011) [16]

### Anciens membres
- Julian « Phat J » McLellan – death growl, chœurs, guitare, basse, claviers, synthétiseurs (2007-2012)[17]
- Anthony « Antz » Trujillo – chœurs, fumigènes, beatmaker (2008-2014)

## Discographie

### Albums studio
- 2009 : I'm Not a Fan, But the Kids Like It!
- 2010 : Will Never Die
- 2016 : All Grown Up
- 2018 : 0 to Brokencyde

### Mini albums
- 2008 : BC13
- 2008 : BC13 Mix
- 2008 : BC13 EP

### Autres
- 2007 : The Broken!
- 2008 : Tha $c3n3 Mixtape
- 2011 : DJ Sku Presents: Brokencyde Vol. 1

## Vidéoclips
- Still The King
- FreaXXX
- Booty Call
- 40 Oz.
- Teach Me How to Scream
- Da House Party
- My Gurl
- Rolling Weed
- Never Back Down (ft. Deuce)
- Phenomenon